# Drinklange
Drinklange (lb. Drénkelt, niem. Drinklingen) – wieś (Uertschaft) w północnym Luksemburgu, w kantonie Clervaux, w gminie Troisvierges. Do 3 października 2015 miejscowość leżała w dystrykcie Diekirch.